# West Ryde, New South Wales
West Ryde este o suburbie în Sydney, Australia.